# Jerzy Przybysz
Jerzy Przybysz (ur. 20 marca 1924 w Skierniewicach, zm. 23 sierpnia 2017) – polski psychiatra specjalista w dziedzinie psychiatrii sądowej, autor opracowań książkowych z tej dziedziny.

## Życiorys
Podczas okupacji niemieckiej zdał maturę na tajnych kompletach, działał w AK (kapral podchorąży). Był więziony na Pawiaku. W czasie powstania warszawskiego był redaktorem i wydawcą lokalnego „Biuletynu Radiowego”.
Po wojnie, w latach 1945–1952 studiował na Wydziale Lekarskim UW (później Akademii Medycznej). Był specjalistą z zakresu psychiatrii sądowej. W latach 1953–1987, z przerwą 1960–1961, był ordynatorem oddziału Wojewódzkiego Szpitala dla Nerwowo i Psychicznie Chorych w Świeciu nad Wisłą. W latach 1960–1961 był ordynatorem Szpitala Psychiatrii Sądowej w Grodzisku Mazowieckim. Ponadto pracował w więzieniu dla kobiet z zaburzeniami psychicznymi (1958–1960) i w zakładzie poprawczym specjalnym (1966–1967). W latach 1959–2002 był biegłym sądowym w zakresie psychiatrii, w latach 1964–1971 biegłym Sądu Ubezpieczeń Społecznych. 
W latach 70. w szpitalu w Świeciu prowadził ćwiczenia ze studentami Wydziału Lekarskiego Akademii Medycznej w Bydgoszczy. Od 1977 był członkiem Sekcji Psychiatrii Sądowej Polskiego Towarzystwa Psychiatrycznego. Członek Komisji Bioetycznej Kujawsko-Pomorskiej Okręgowej Izby Lekarskiej. 
Prywatnie pasjonował się ornitologią. Był także wielkim miłośnikiem przyrody. Należał do Sekcji Ornitologicznej Polskiego Towarzystwa Zoologicznego. Był autorem ponad 20 opracowań i doniesień, monografii przyrodniczej Kormoran.
Na emeryturze mieszkał w Toruniu.
Pochowany 26 sierpnia 2017 na cmentarzu parafialnym przy ul. Owsianej 57 w Toruniu.

## Publikacje
- Jerzy Przybysz Psychiatria sądowa. Część 1. Opiniowanie w procesie karnym: podręcznik dla lekarzy i prawników, Wydawnictwo Tumult, Toruń 2005, ISBN 83-919597-2-4.
- Jerzy Przybysz Psychiatria sądowa. Część 2. Opiniowanie w procesie karnym: podręcznik dla lekarzy i prawników, Wydawnictwo Tumult, Toruń 2005, ISBN 83-919597-3-2.
- Jerzy Przybysz: Kompendium psychiatrii sądowej. Opiniowanie w procesie karnym, Wydawnictwo Tumult, Toruń 2011, ISBN 97-883615800-8-9.